# Coello (Colombia)
Coello è un comune della Colombia, situato nella parte centrale del dipartimento di Tolima, al confine con il dipartimento di Cundinamarca.
L'abitato venne fondato da Lesmes de Espinosa Sarabia nel 1627, mentre l'istituzione del comune è del 13 ottobre 1887.
Il comune è suddiviso in località, tra cui le quattro Inspecciones de Policìa (Gualanday, Potrerillo, Vega de los Padres e La Barrialosa); e i tredici Corregimientos (Chagualá Afuera, Chagualá Adentro, Cunira, Santa Barbara, Llano de la Virgen, La Arenosa, Lucha Afuera, Lucha Adentro, Chicualí, La Salina, Dos Quebradas, Vindy e Cotomal).